# Samsung PC Share Manager
Samsung PC Share Manager är ett serverprogram för att distribuera mediafiler över ett nätverk med DLNA-protokollet. Exempelvis kan man streama filmer från en PC direkt till en TV.